# أندرو ألبيرتس
أندرو ألبيرتس (بالإنجليزية: Andrew Alberts)‏ هو لاعب هوكي الجليد أمريكي، ولد في 30 يونيو 1981 في منيابولس في الولايات المتحدة.

## وصلات خارجية
- أندرو ألبيرتس على موقع دوري الهوكي الوطني (الإنجليزية)
- أندرو ألبيرتس على موقع قاعة مشاهير الهوكي (لاعب أن.إتش.أل) (الإنجليزية)
- أندرو ألبيرتس على موقع EliteProspects.com (الإنجليزية)
- أندرو ألبيرتس على موقع HockeyDB.com (الإنجليزية)
- أندرو ألبيرتس على موقع Hockey-Reference.com (الإنجليزية)